# Bolle di Magadino
Le Bolle di Magadino è un'area naturale protetta situata in Svizzera, alla confluenza del Ticino nel lago Maggiore. Si tratta di un importante biotopo in cui nidificano (o sostano durante le migrazioni) molte specie di uccelli.

## Storia
L'area è stata inizialmente interessata, a partire dal 1888, da lavori di arginatura, che hanno modificato il percorso della foce del Ticino nel punto in cui si getta nel Lago Maggiore. Gli argini sono stati completati intorno al 1908, e a partire dal 1918 sono cominciati i lavori di bonifica del Piano di Magadino. Nell'ambito dell'opera di drenaggio, vennero costruite nel 1924 delle dighe per regolare il flusso del fiume. I terreni della piana così ottenuti furono messi a regime di coltura durante la seconda guerra mondiale, per far fronte alle carestie dovute al conflitto.
Nel dopoguerra i lavori di bonifica continuarono, prima con la costruzione negli anni cinquanta di canali di bonifica, poi con la costruzione di una diga sulla Verzasca (1965). A seguito di questi lavori, la zona ha visto la vegetazione cambiare lentamente, passando da prevalentemente palustre e a canneto, a prevalentemente boschiva. Il sito è gestito dal 1975 dalla fondazione Bolle di Magadino. A partire dal 1979 la zona è stata denominata "riserva cantonale", con un'ordinanza di protezione a tutela del territorio. La zona delle Bolle è stata iscritta nel 1982 alla Convenzione di Ramsar dell'UNESCO per la tutela delle aree umide.
Nel 1994 è stato aperto un centro d'inanellamento per i volatili migratori, che fa parte di una più vasta rete di osservatori legati ad un progetto di ricerca europeo (European-African Songbird Migration Network) coordinato dall'Università di Oldenburg che studia i moti migratori dei passeriformi tra Europa e Africa. Dallo studio è emerso che nonostante le piccole dimensioni, l'area delle Bolle di Magadino, è una delle aree di transito e sosta di volatili più frequentate durante i passaggi migratori.